# Brezovica (Velika Polana)
Brezovica is een plaats in Slovenië en maakt deel uit van de gemeente Velika Polana in de NUTS-3-regio Pomurska. De plaats telde 217 inwoners op 1 januari 2020.